# ریل ویکاس نیگام
ریل ویکاس نیگام (انگلیسی: Rail Vikas Nigam) شرکت ترابری ریلی هندی است، که در سال ۲۰۰۳ تأسیس شد.